# Donjon de Houdan
Le donjon de Houdan est une ancienne tour maîtresse, du début du XIIe siècle, qui se dresse sur la commune française d'Houdan dans le département des Yvelines, en région Île-de-France. C'est l'un des derniers vestiges des anciennes fortifications de la ville. C'est une tour massive, isolée à l'ouest du bourg. Elle fut utilisée comme réservoir d'eau de 1880 à 1970.
Le donjon et ses quatre tourelles font l’objet d’un classement partiel au titre des monuments historiques par la liste de 1889.

## Localisation
Le donjon de Houdan est situé à 200 mètres à l'ouest de l'église Saint-Jacques-le-Majeur-et-Saint-Christophe d'Houdan, dans le département français des Yvelines. Le château est bâti, sur les franges occidentales du domaine des comtes de Montfort, en bordure d'un faible ressaut, à portée de vues des vieilles voies venant du sud de la Normandie, l'une par Dreux, l'autre par Ivry vers Paris, et, administre un riche terroir agricole.

## Historique
La tour maîtresse habitable, qui ne fut jamais prise au cours de l'histoire, pourvue de flanquements semi-circulaires est bâtie dans la première moitié du XIIe siècle (1105-1137),,, par Amaury III de Montfort, comte d'Évreux. Le château a donné naissance à un bourg castral.
Le donjon, patrimoine des comtes de Montfort est associé tantôt au duché de Bretagne, tantôt au royaume de France en fonction des alliances de la famille. En 1532, il revient de droit à la couronne de France. Louis XIV donne l'ancien comté de Montfort à Charles-Honoré d'Albert, duc de Luynes et de Chevreuse. 
Le 31 août 1800 (13 Fructidor an VIII), le citoyen Albert Luynes vend la tour et les terrains avoisinants pour 1 000 francs-or au citoyen Leroy, cabaretier à Houdan. De 1801 à 1845, la tour est vendu successivement aux Guillaume, Guignan, Davoust et Aulet. 
En 1880, on y installe un réservoir métallique de 200 000 litres, transformant la tour en château d'eau. En 1903, le donjon devient propriété de la ville de Houdan à la suite du legs de son dernier propriétaire privé, le docteur Pierre Aulet.
En 1952, la cuve métallique étant trop petite pour la population en expansion de Houdan, une autre cuve en béton armé est intégrée dans la partie haute du donjon; Afin de préserver le donjon, les architectes vont installer une structure portante isolée des murs du donjon. 
En 2014, débutent des travaux de restauration et d'aménagement du donjon, et le 18 avril 2016, il est ouvert au public. L'ancienne cuve en béton sert actuellement de salle de projection de films en lien avec le donjon.

## Description

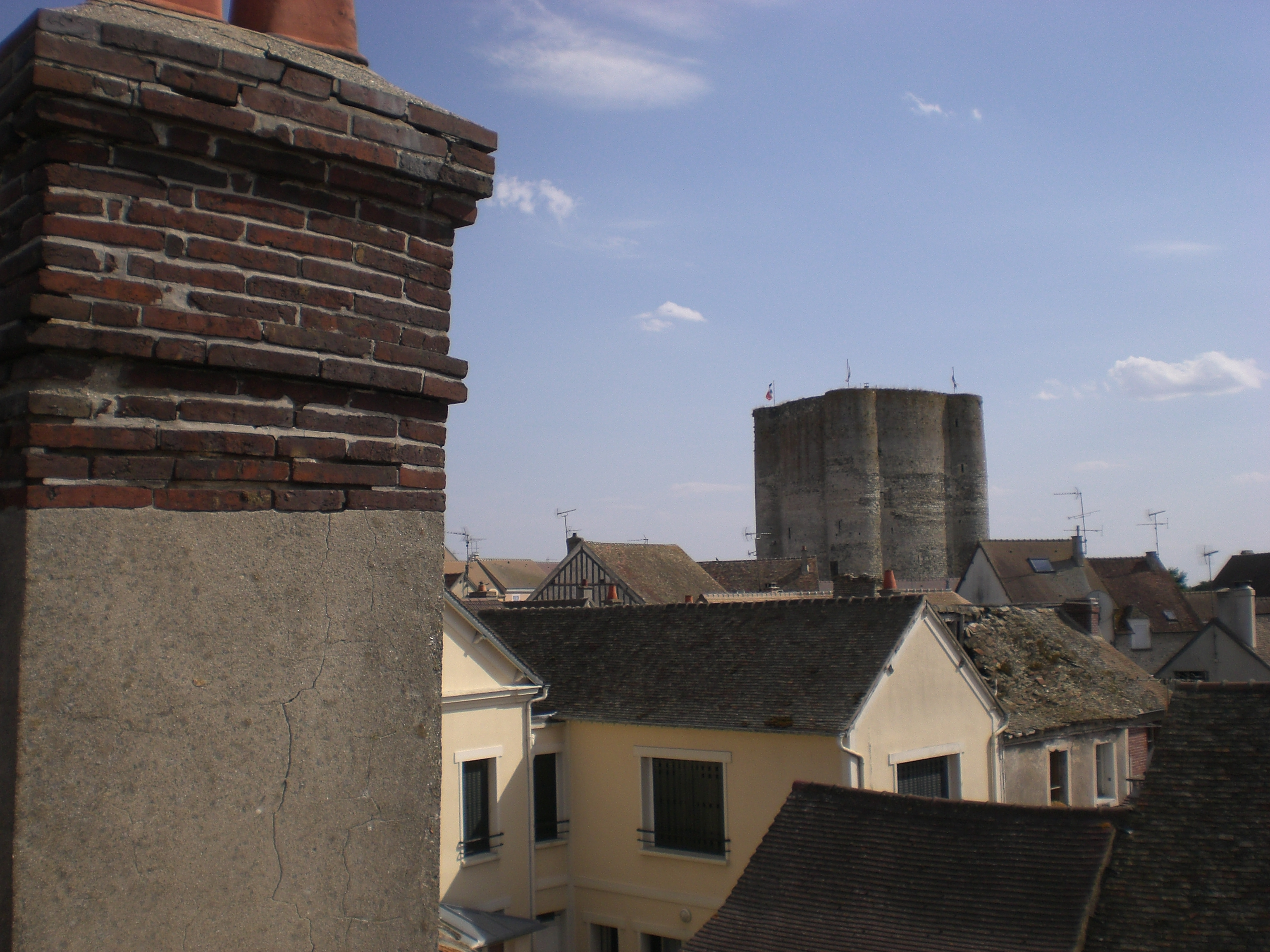
Le donjon vu depuis la ville.

Le donjon de Houdan est constitué d'une tour légèrement ovale de 16 m de diamètre environ et de 25 m de hauteur avec des murs épais de 3,50 m, flanquée de quatre tourelles-contreforts en saillie dans les angles de même hauteur et de 4,80 m de diamètre. Ce plan sera repris vers 1140 à Ambleny.
La tour comprend trois niveaux : un rez-de-chaussée et deux étages. Les planchers intérieurs et la toiture ont disparu. Un escalier aménagé dans l'épaisseur d'un mur permet d'accéder à l'étage noble situé au premier niveau. Ce-dernier s'éclaire par des baies à banquettes latérales.
La porte d'accès se situait à 6 m du niveau du sol et donnait accès à un entresol.